# 37-мм протитанкова гармата Шкода A7
37-мм гармата «Шкода A7» (нім. 3,7 cm PaK 34(t), чеськ. 3,7cm KPÚV vz. 34) — німецька трофейна 37-мм гармата розробки чехословацької фірми Škoda в 1935 році. Протитанкова гармата KPÚV vz. 34 перебувала на озброєнні в Чехословацькій армії, проте після окупації країни військами вермахту перебувала в експлуатації німецькими військами. 113 одиниць були віддані Словацькому корпусу, який бився на Східному фронті. Також гармати ставилися на танки LT vz.35 і LT vz.34.

## Історія створення та служби
На початку 1933 року комісія з озброєнь міністерства оборони Чехословаччини видала запит на створення нової гармати, з яким вона звернулася до заводів «Шкоди». Основними показниками для цієї гармати визначалося: вагові показники — не більше 250 кг у бойовому положенні та здатність пробивати 30-мм броню на відстані 1000 метрів. Зброя отримала позначення типу A3 у конструкторському бюро «Шкоди». Гармата A3 була сучасною і успішною конструкцією з гарними параметрами, але через стрімкий розвиток бронетехніки вона незабаром перестала задовільняти вимоги часу. Тому керівництво «Шкоди» запропонував армії вдосконалену версію 37-мм гармати KPÚV vz. 37. Після Мюнхенської угоди зброя була призначена для продажу за кордон, але продаж не відбувся, а після окупації Чехословаччини зброя була конфіскована німецькою армією та використана під позначенням 3,7 см PaK 34 (t).

## Ефективність
| Таблиця бронепробиття |               |
| Дальність             | Під кутом 30° |
| 100 м                 | 37 мм         |
| 500 м                 | 31 мм         |
| 1000 м                | 26 мм         |
| 1500 м                | 22 мм         |

## Зброя схожа за ТТХ та часом застосування
- 37-мм танкова гармата зразка 1930 року (5-К)
- 37-мм протитанкова гармата Бофорс
- 37-мм танкова гармата KwK 36
- 37-мм танкова гармата ÚV vz. 38
- 37-мм протитанкова гармата Тип 1
- 37-мм протитанкова гармата Тип 94